# Ady Endre, Satu Mare
Ady Endre, denumirea anterioară Eriu-Mețenț, colocvial Mețenț, alternativ Mesentea, (în maghiară Adyfalva, fostă Érmindszent) este un sat în comuna Căuaș din județul Satu Mare, Transilvania, România. Se află în partea de sud-vest a județului, în Câmpia Ierului. La recensământul din 2002, avea o populație de 177 locuitori. În localitate s-a născut poetul maghiar Endre Ady. Casa memorială, astăzi Muzeul Ady Endre, are statut de monument istoric (cod: SM-II-m-B-05255).

## Personalități
- Endre Ady